# Oherville
Oherville est une commune française située dans le département de la Seine-Maritime en région Normandie.

## Géographie
| Grainville-la-Teinturière | Bosville  | Veauville-lès-Quelles |
| Le Hanouard               | Oherville | Carville-Pot-de-Fer   |
| Sommesnil                 | Robertot  |                       |

Oherville est une petite commune d'environ 200 habitants, située au cœur du pays de Caux, dans la vallée de la Durdent. Oherville est aussi traversée par la D131, route très fréquentée, puisqu'elle relie Yvetot aux villes du bord de mer. (Cany-Barville, Fécamp, Paluel). On peut diviser Oherville en trois quartiers : Oherville Centre, Auffay et le Foucart.

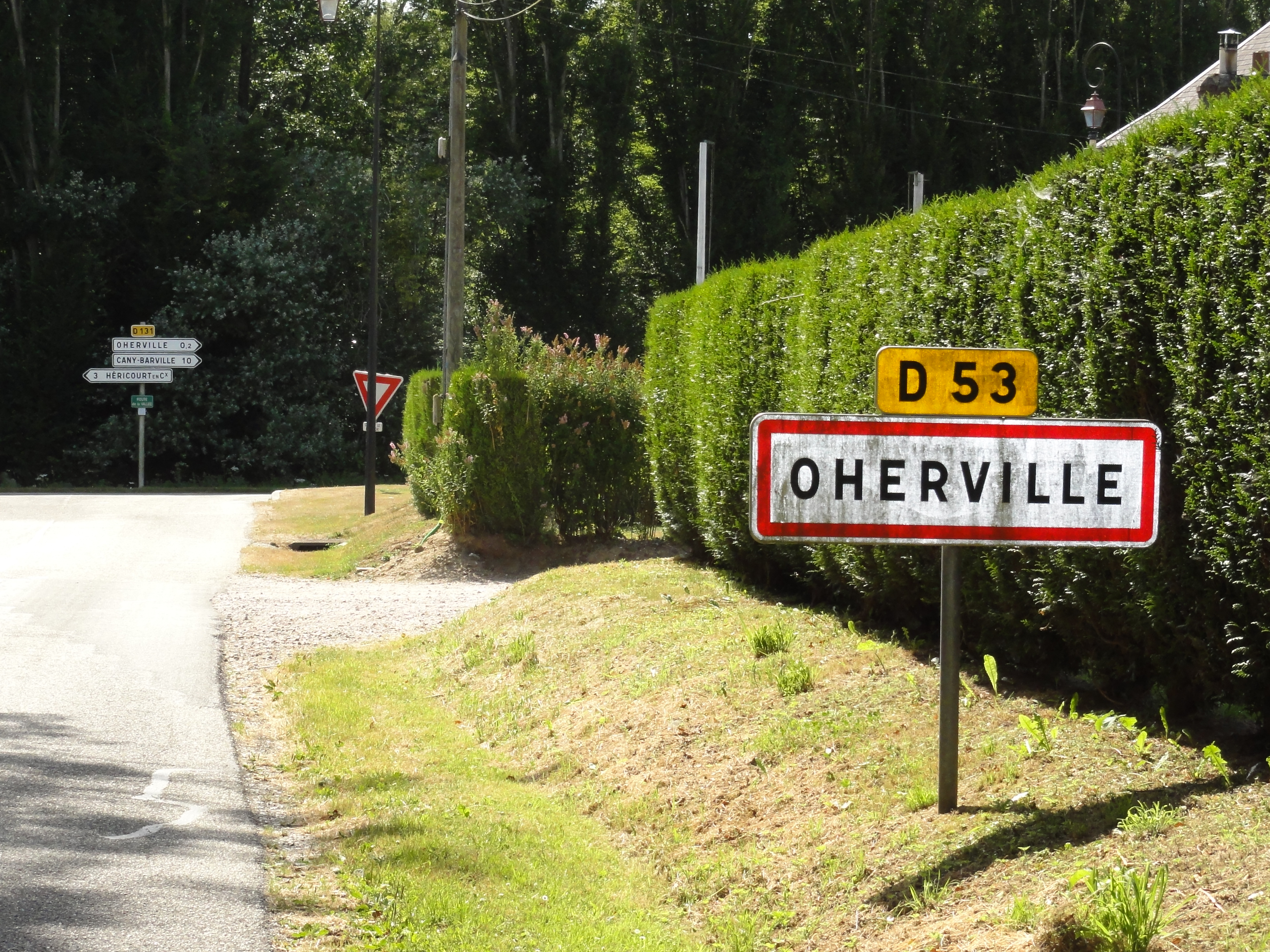
Entrée d'Oherville.
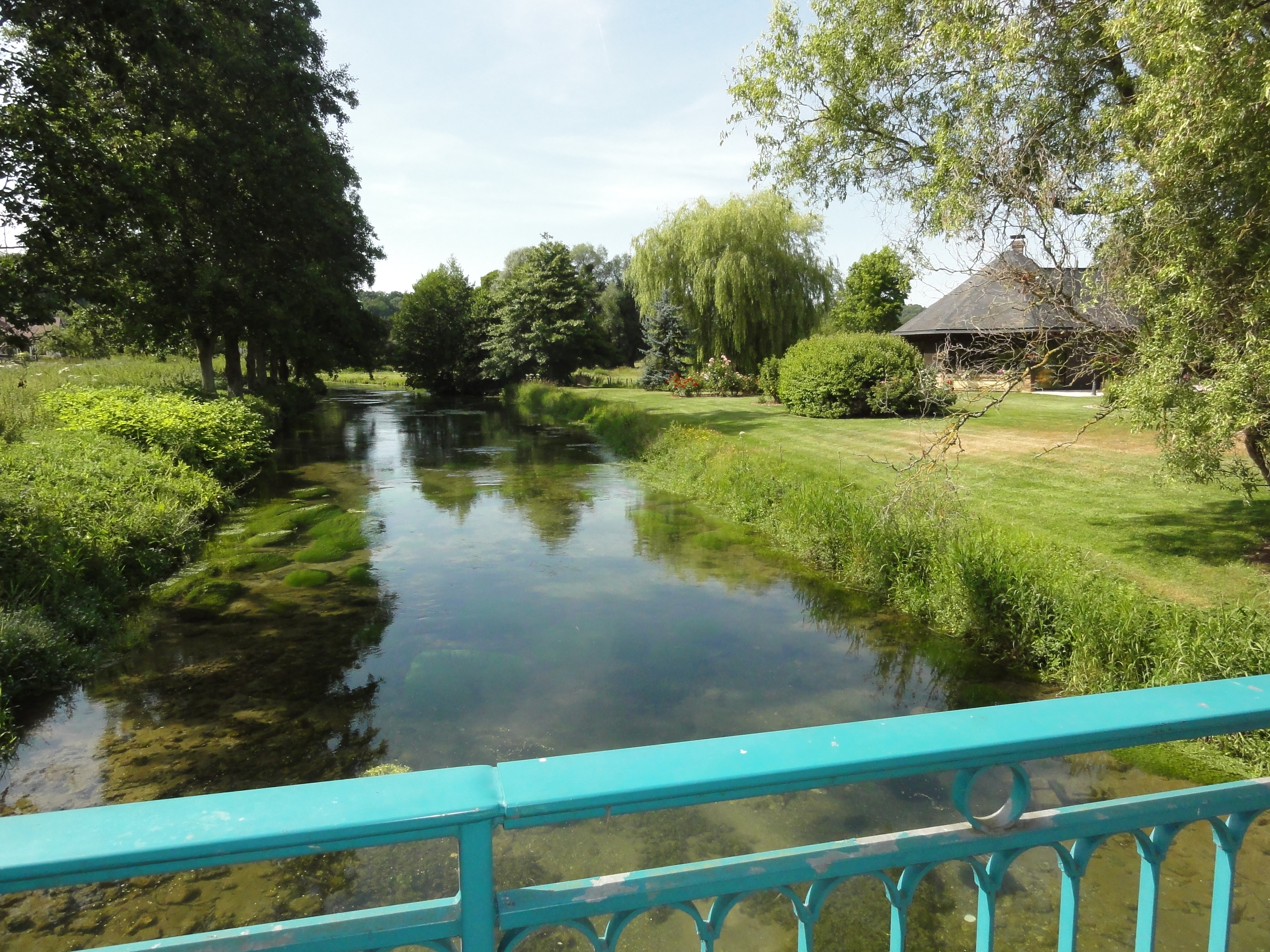
La Durdent à Oherville.

### Oherville centre
Le centre d'Oherville est dominé par son église gothique, située sur une colline et qui surplombe les habitations. C'est ce quartier qui accueille le plus d'habitants et qui regroupe la mairie et à la Maison Pour Tous, lieu de réunion du Comité des fêtes. On y trouve la Grange, la salle des fêtes, rustique mais conviviale, et divers aménagements : boîte aux lettres, centre de tri sélectif, terrain de tennis et de pétanque. Ce quartier se développe plus rapidement que les deux autres, de nombreuses habitations s'y construisant encore.

### Le Foucart
Le Foucart se situe en aval du centre d'Oherville. C'est un quartier très pittoresque, où l'on trouve de nombreuses chaumières et le moulin de Chanterive. Nombre de ces très belles demeures sont d'ailleurs devenues les résidences secondaires de Parisiens et de Belges.

### Auffay
Auffay est situé sur le plateau Est de la vallée (rive droite de la Durdent), et séparé d'Oherville par une forêt. Auffay est connu pour son manoir construit aux XVe et XVIe siècles, et agrémenté d'un colombier, et est aussi un lieu d'animations culturelles. On peut accéder d'Oherville à Auffay par deux routes : 
- la Cavée du Foucart, une magnifique petite route sinueuse bordée de mousse, au cœur de la forêt ;
- la côte de la D 105, débutant au centre du village, passant par les bois et aboutissant au milieu des pâturages d'Auffay.

### Hydrographie
La commune est située dans le bassin Seine-Normandie. Elle est drainée par la Durdent,.
La Durdent, d'une longueur de 25 km, prend sa source dans la commune de Héricourt-en-Caux et se jette dans la Manche en limite des communes de Paluel et de Veulettes-sur-Mer, après avoir traversé onze communes. 
Trois plans d'eau complètent le réseau hydrographique : le plan d'eau 1 de la commune de Oherville (1,22 ha), le plan d'eau 2 de la commune de Oherville (0,87 ha) et le plan d'eau 3 de la commune de Oherville (2,09 ha),.

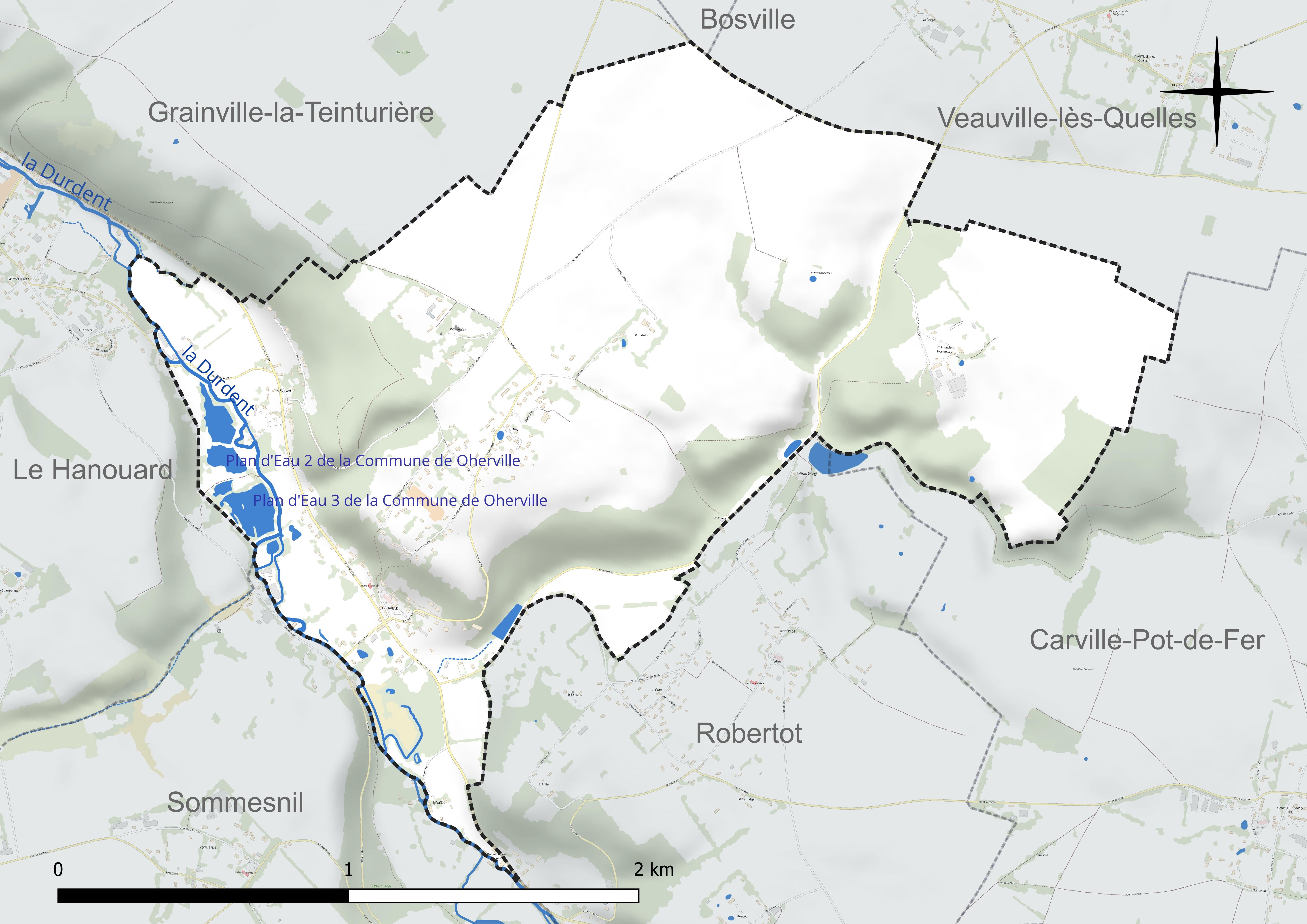
Réseau hydrographique d'Oherville.

### Climat
Pour des articles plus généraux, voir Climat de la Normandie et Climat de la Seine-Maritime.
En 2010, le climat de la commune est de type climat océanique franc, selon une étude du CNRS s'appuyant sur une série de données couvrant la période 1971-2000. En 2020, Météo-France publie une typologie des climats de la France métropolitaine dans laquelle la commune est exposée à un climat océanique et est dans la région climatique Côtes de la Manche orientale, caractérisée par un faible ensoleillement (1 550 h/an) ; forte humidité de l’air (plus de 20 h/jour avec humidité relative > 80 % en hiver), vents forts fréquents. Parallèlement le GIEC normand, un groupe régional d’experts sur le climat, différencie quant à lui, dans une étude de 2020, trois grands types de climats pour la région Normandie, nuancés à une échelle plus fine par les facteurs géographiques locaux. La commune est, selon ce zonage, exposée à un « climat maritime », correspondant au Pays de Caux, frais, humide et pluvieux, légèrement plus frais que dans le Cotentin.
Pour la période 1971-2000, la température annuelle moyenne est de 10,5 °C, avec une amplitude thermique annuelle de 14,1 °C. Le cumul annuel moyen de précipitations est de 901 mm, avec 13,2 jours de précipitations en janvier et 8,8 jours en juillet. Pour la période 1991-2020, la température moyenne annuelle observée sur la station météorologique la plus proche, située sur la commune d'Ectot-lès-Baons à 13 km à vol d'oiseau, est de 10,8 °C et le cumul annuel moyen de précipitations est de 905,5 mm,. Pour l'avenir, les paramètres climatiques de la commune estimés pour 2050 selon différents scénarios d'émission de gaz à effet de serre sont consultables sur un site dédié publié par Météo-France en novembre 2022.

## Urbanisme

### Typologie
Au 1er janvier 2024, Oherville est catégorisée commune rurale à habitat dispersé, selon la nouvelle grille communale de densité à sept niveaux définie par l'Insee en 2022.
Elle est située hors unité urbaine et hors attraction des villes,.

### Occupation des sols
L'occupation des sols de la commune, telle qu'elle ressort de la base de données européenne d’occupation biophysique des sols Corine Land Cover (CLC), est marquée par l'importance des territoires agricoles (77,2 % en 2018), une proportion identique à celle de 1990 (77,2 %). La répartition détaillée en 2018 est la suivante : terres arables (42,9 %), prairies (24,7 %), forêts (22,8 %), zones agricoles hétérogènes (9,7 %). L'évolution de l’occupation des sols de la commune et de ses infrastructures peut être observée sur les différentes représentations cartographiques du territoire : la carte de Cassini (XVIIIe siècle), la carte d'état-major (1820-1866) et les cartes ou photos aériennes de l'IGN pour la période actuelle (1950 à aujourd'hui).

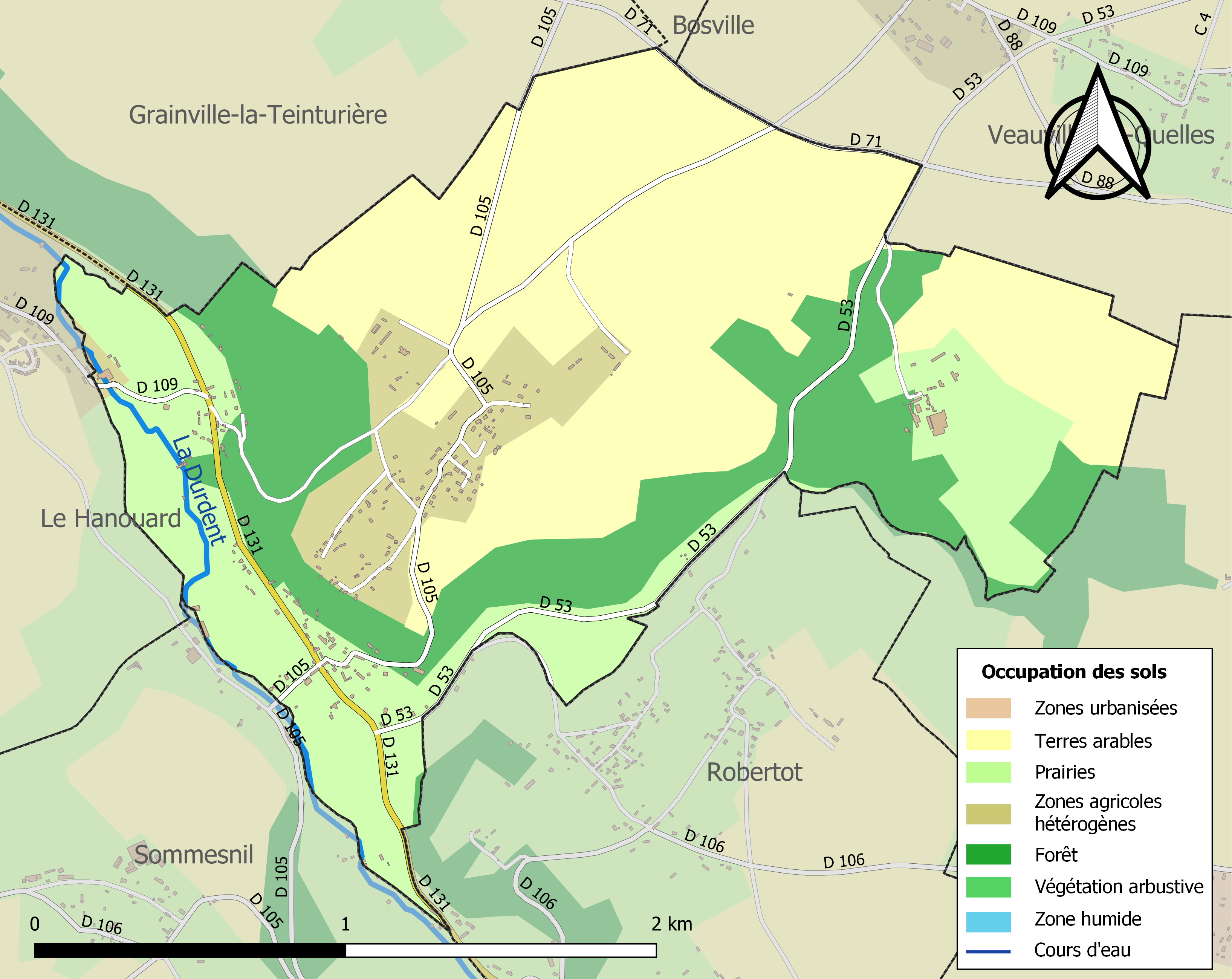
Carte des infrastructures et de l'occupation des sols de la commune en 2018 (CLC).

## Toponymie
Le nom de la localité est attesté sous les formes Ecclesia de Oharvilla vers 1240, Rectorem de Auharvilla en 1284, Ohervilla en 1337, Oharville major, minor portio en 1398, 1403 et 1422, Oharvilla en 1438 et 1439, Notre Dame de Hauville en 1454, « Le neuf molin de Herville à Sommesnil » (limite de Oherville) en 1462, Notre Dame de Harville en 1466, Ecclesia Beate Marie de Harvilla en 1476 et 1477, Notre Dame de Herville en Caux en 1485, Seigneurie de Herville en 1487, En la paroisse de Harville et Fief de Harville en 1503, Harville en 1505 et 1506, Curé de Harville en 1522 et 1523, Oharvilla et Notre Dame de Herville en 1564, Harville en 1648, Herville entre 1613, 1687 et 1690, Herville entre 1637, 1652, 1685 et 1688, Oherville en 1705, Notre Dame d'Oherville en 1714, Herville en 1715 (Frémont), Oherville entre 1704, 1738 (Pouillé) et en 1757 (Cassini).
L’origine du nom : le domaine d’Odardus, du latin villa, domaine rural, précédé du nom de personne germanique Odardus ou Ohtar ainsi nommée à Horton Connexion avec Heorót (Hertog) en Angleterre dans le même sherma "Other" Ohther Óhth Ár //  Óthinn

## Histoire
La commune est formée de l’union de deux hameaux, Oherville et Auffay. Alfait est mentionné dès 1040 et Ohharvilla en 1240. L’existence d’une motte féodale atteste la présence ancienne d’un fief sur le site. Les premiers seigneurs du lieu sont mentionnés en 1170. Au Moyen Âge, les terres d’Oherville et d’Auffay dépendent du duché de Longueville. Le fief d’Oherville est un demi-fief relevant de la seigneurie de Veauville-lès-Quelles jusqu’au XVIe siècle. Le fief d’Auffay relève de Caniel et appartient au XIIIe siècle à la famille Malet de Graville. Au XIIIe siècle, le bourg d’Oherville compte 60 habitants. Au début du XVe siècle, le fief d’Oherville relève de la famille de Houdetot et celui d’Auffay est la propriété de Godefroi Duréaume, bourgeois de Rouen. En 1477, ils font tous deux partie des domaines de Jean de Houdetot, avant d’être partagés entre ses deux fils et de constituer deux domaines distincts appartenant à deux branches de la famille Houdetot. En 1485, Jean de Houdetot, seigneur du lieu de Harville (aujourd'hui Oherville) et d'Auffay-la-Mallet, et son épouse Marie de la Mothe, donnent à leurs fils aîné Jacques pour son mariage le fief d'Auffay. En 1492, ce même Jean, avant de décéder, ne donne à ses quatre autres enfants, Guillaume, Robert, Ambroise et Perrette, que le tiers de tous ses biens. Jacques, l'aîné, en dépit de la coutume particulière du pays de Caux, hérite des fiefs de Houdetot, Harville, Bihorel et Auffay.

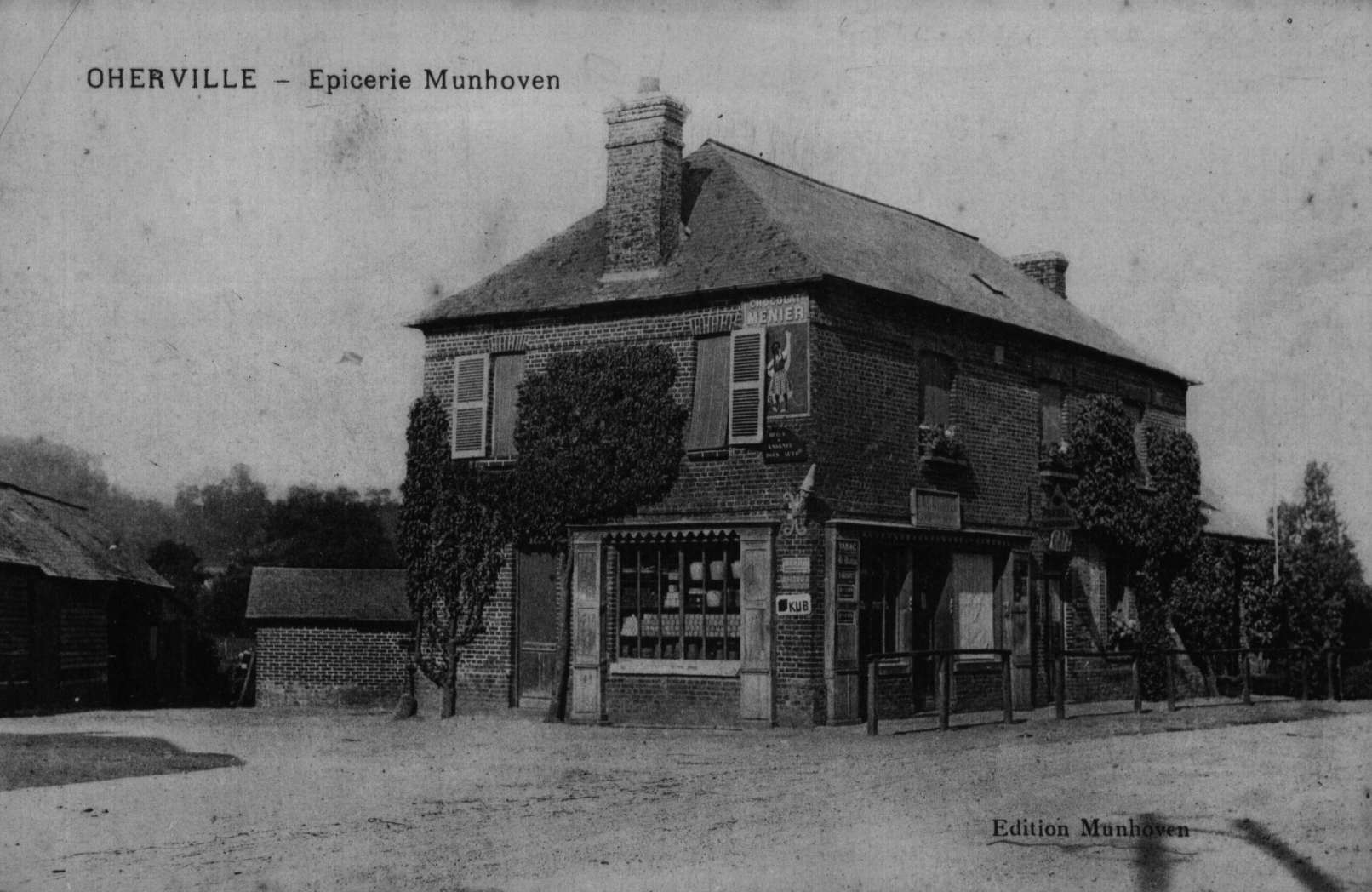
Épicerie Munhoven.

L’église actuelle est située à l’emplacement de l’ancienne église romane, dont il resterait quelques traces dans la nef. Le clocher remonte au XVIe siècle et repose sous un soubassement polygonal en grès. Le chœur est élevé en 1626, selon une inscription gravée. Jusqu’à la Révolution, l’église a connu deux curés, celui d’Oherville et celui d’Auffay.
Le manoir des Nonnettes est peut-être une ancienne léproserie dépendant de l’abbaye de Fécamp. Ce manoir des XVe et XVIe siècles comprend un étage à encorbellement en forte saillie, élément encore fréquent à cette époque mais plus souvent utilisé dans les maisons de ville. Les larges ouvertures à meneaux et la rangée de croix de Saint-André renforcent le caractère urbain de la construction. Au-dessus de la porte, deux statuettes de bois représentent un évêque et une nonne. Au XVIe siècle, les terres des Nonnettes sont un fief appartenant aux Guiffard. À la fin du XVIIIe siècle, elles sont la propriété des Manneville et, à la Révolution, elles sont rachetées par le sieur Depaux, négociant à Rouen.
Sur la commune coule la rivière Durdent, ce qui a amené la construction d’un certain nombre de moulins. Le moulin du Baillet est installé sur la rive droite, il forme avec le « moulin neuf », situé sur la commune de Sommesnil, l’ensemble appelé « les deux moulins ». L’origine du moulin à blé du Baillet remonterait au XVIIe siècle. Il est aujourd’hui transformé en habitation et sa roue à aubes a disparu. Les moulins Guillebert sont un ensemble de deux moulins situés de part et d’autre de la Durdent : à huile rive gauche, à blé rive droite. L’origine de ce dernier remonte au XVIIIe siècle. Le nom actuel est celui de leur propriétaire du milieu du XIXe siècle. Transformé en manufacture textile dans les années 1920, puis propriété de la société Maquet et Compagnie de Lille spécialisée dans le teillage du lin, les moulins ont ensuite appartenu à Henri Bostyn, marchand de lin belge. La roue à eau du moulin à blé a été supprimée ; celle du moulin à huile élargie. Le moulin à blé est situé sur la commune de Sommesnil depuis la modification territoriale de 1824.
Le moulin Sainte-Catherine est situé sur la rive droite et comporte deux corps de bâtiment. Le plus ancien est construit en brique et silex et est surmonté d’un étage à colombage. La niche de la façade comportait originellement la statue de sainte Catherine, patronne des meuniers. Le second corps est construit vers 1821 sur la commune de Sommesnil. Au début des années 1970, l’activité du moulin est définitivement arrêtée. La turbine installée au cours du XXe siècle sert actuellement à produire de l’électricité.
Au début du XIXe siècle, le sieur Deschamps possède un ensemble de trois moulins : un moulin à blé qui remonte probablement au XVIIIe siècle, un moulin à huile construit en 1806 et un autre moulin à blé élevé en 1810. En 1853, le site est transformé en filature de coton. Un bâtiment en brique de 33 mètres de long est construit, l’un des moulins démoli et les hauteurs d’eau des trois chutes cumulées. En 1901, les moulins Deschamps deviennent une fabrique de moutarde. L’usine est modernisée, une turbine à vapeur est installée et une haute cheminée est construite. De cet imposant ensemble, détruit par un incendie en 1994, il ne reste aujourd’hui que la roue.
Les moulins Gelée est un ensemble de deux moulins situés vis-à-vis sur la rive droite de la Durdent. Le plus ancien était primitivement un moulin à huile ; le second, construit en 1807, un moulin à blé. Ils étaient la propriété de Charles Gelée, cultivateur à Normanville. En 1882, ils sont transformés en usine à battre le trèfle. Les bâtiments ont été convertis en habitation en 1950, après avoir abrité une scierie puis une saboterie. L’une des deux roues est conservée.
Un autre édifice contribue à la richesse du patrimoine ohervillais. Il s'agit du manoir d'Auffay, situé dans la hameau du même nom. À l'origine se trouvait une installation castrale des XIe et XIIe siècles dont témoigne la motte à proximité du logis, qui a appartenu jusqu'au XVIIe siècle à la famille d'Houdetot. Ce sont sans doute Jean d'Houdetot (mort en 1492) et son fils Guillaume (mort après 1524) qui ont bâti l'actuel manoir. Le logis date de la seconde moitié du XVe siècle, et a été modifié à la Renaissance (notamment pour le vestibule). Quelques travaux (façade méridionale) sont l'œuvre, vers 1900, de l'architecte Émile Janet. Le logis se compose d'un massif rectangulaire flanqué de deux tours d'angle et d'une tourelle polygonale au centre de la façade nord, et en façade sud d'une tourelle au sud-ouest. La construction se caractérise par une succession de lits alternés de briques, pierre calcaire et silex composant un riche décor. L'ensemble présente un aspect fortifié (fossés et petites ouvertures) du côté Nord, qui vient en opposition avec une façade méridionale où le décor de la fin des XVe et XVIe siècles s'impose. Le plafond à caissons du vestibule, daté de 1553, est attribué à Jean Goujon. Le domaine comprend également un colombier de même style et une motte castrale encore ceinte de son fossé.
Ce domaine est désormais une résidence privée. On peut le visiter pendant la période estivale, lors des Journées du patrimoine, ainsi que son colombier. Des manifestations culturelles y prennent part fréquemment (expositions, vernissages, représentations théâtrales…).

## Politique et administration
| Période                                  | Période  | Identité        | Étiquette | Qualité               |
| ---------------------------------------- | -------- | --------------- | --------- | --------------------- |
| Les données manquantes sont à compléter. |          |                 |           |                       |
| 1860                                     |          | Duparc          |           |                       |
| 1904                                     |          | Bunel           |           |                       |
| 1908                                     |          | Cavelier        |           |                       |
| 1909                                     |          | Alexis Fortin   |           |                       |
|                                          |          | Jean Guérin     |           | Minotier              |
|                                          |          | Alfred Marc     |           | Cultivateur           |
| Les données manquantes sont à compléter. |          |                 |           |                       |
|                                          | 1972     | Raoul Bellanger |           | Cultivateur           |
| 1972                                     | 1976     | Paul Munhoven   |           | Charpentier-menuisier |
| 1976                                     | 1995     | Jean Vuylstek   |           | Détaillant en engrais |
| 1995                                     | 2001     | Bernard Soucy   |           | Agriculteur           |
| mars 2001                                | En cours | Hervé Jolly     |           | Ouvrier               |

## Démographie
L'évolution du nombre d'habitants est connue à travers les recensements de la population effectués dans la commune depuis 1793. Pour les communes de moins de 10 000 habitants, une enquête de recensement portant sur toute la population est réalisée tous les cinq ans, les populations de référence des années intermédiaires étant quant à elles estimées par interpolation ou extrapolation. Pour la commune, le premier recensement exhaustif entrant dans le cadre du nouveau dispositif a été réalisé en 2004.

En 2022, la commune comptait 233 habitants, en évolution de +1,75 % par rapport à 2016 (Seine-Maritime : +0,35 %, France hors Mayotte : +2,11 %).
| 1793 | 1800 | 1806 | 1831 | 1836 | 1841 | 1846 | 1851 | 1856 |
| ---- | ---- | ---- | ---- | ---- | ---- | ---- | ---- | ---- |
| 291  | 430  | 374  | 402  | 460  | 468  | 506  | 523  | 537  |

| 1861 | 1866 | 1872 | 1876 | 1881 | 1886 | 1891 | 1896 | 1901 |
| ---- | ---- | ---- | ---- | ---- | ---- | ---- | ---- | ---- |
| 548  | 505  | 509  | 472  | 464  | 368  | 419  | 403  | 362  |

| 1906 | 1911 | 1921 | 1926 | 1931 | 1936 | 1946 | 1954 | 1962 |
| ---- | ---- | ---- | ---- | ---- | ---- | ---- | ---- | ---- |
| 343  | 336  | 254  | 227  | 236  | 216  | 213  | 224  | 205  |

| 1968 | 1975 | 1982 | 1990 | 1999 | 2004 | 2006 | 2009 | 2014 |
| ---- | ---- | ---- | ---- | ---- | ---- | ---- | ---- | ---- |
| 186  | 168  | 170  | 164  | 160  | 169  | 175  | 199  | 230  |

| 2019 | 2022 | - | - | - | - | - | - | - |
| ---- | ---- | - | - | - | - | - | - | - |
| 227  | 233  | - | - | - | - | - | - | - |

## Culture locale et patrimoine

### Lieux et monuments
- Église Notre-Dame.
- Monument aux morts.
- Le manoir d'Auffay, construit dans la seconde moitié du XVe siècle ; le logis est inscrit au titre des monuments historiques ( Inscrit MH (1932)) ; le colombier et la motte castrale le sont en 1996 ( Inscrit MH (1932))[32].

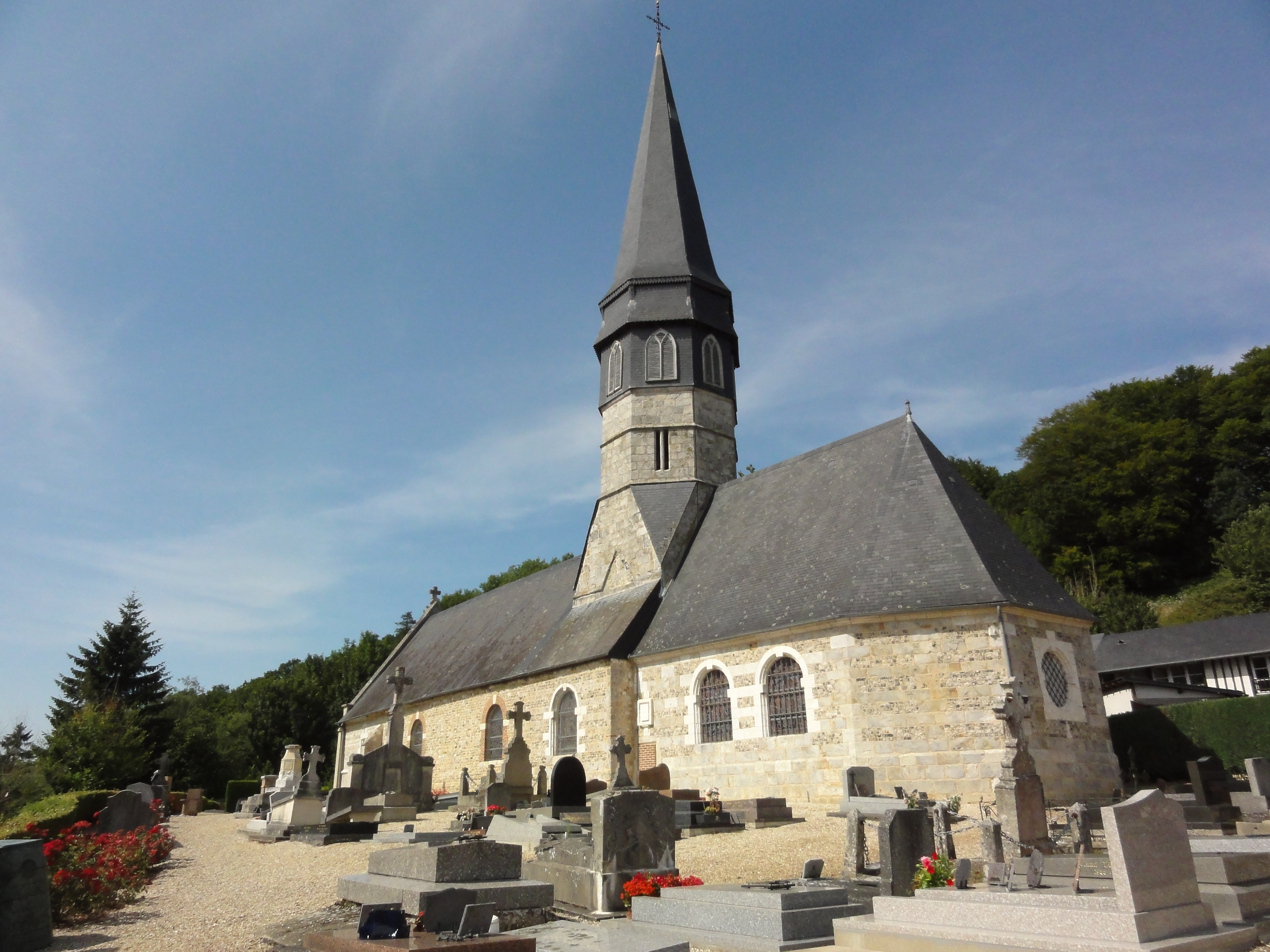
L'église Notre-Dame.
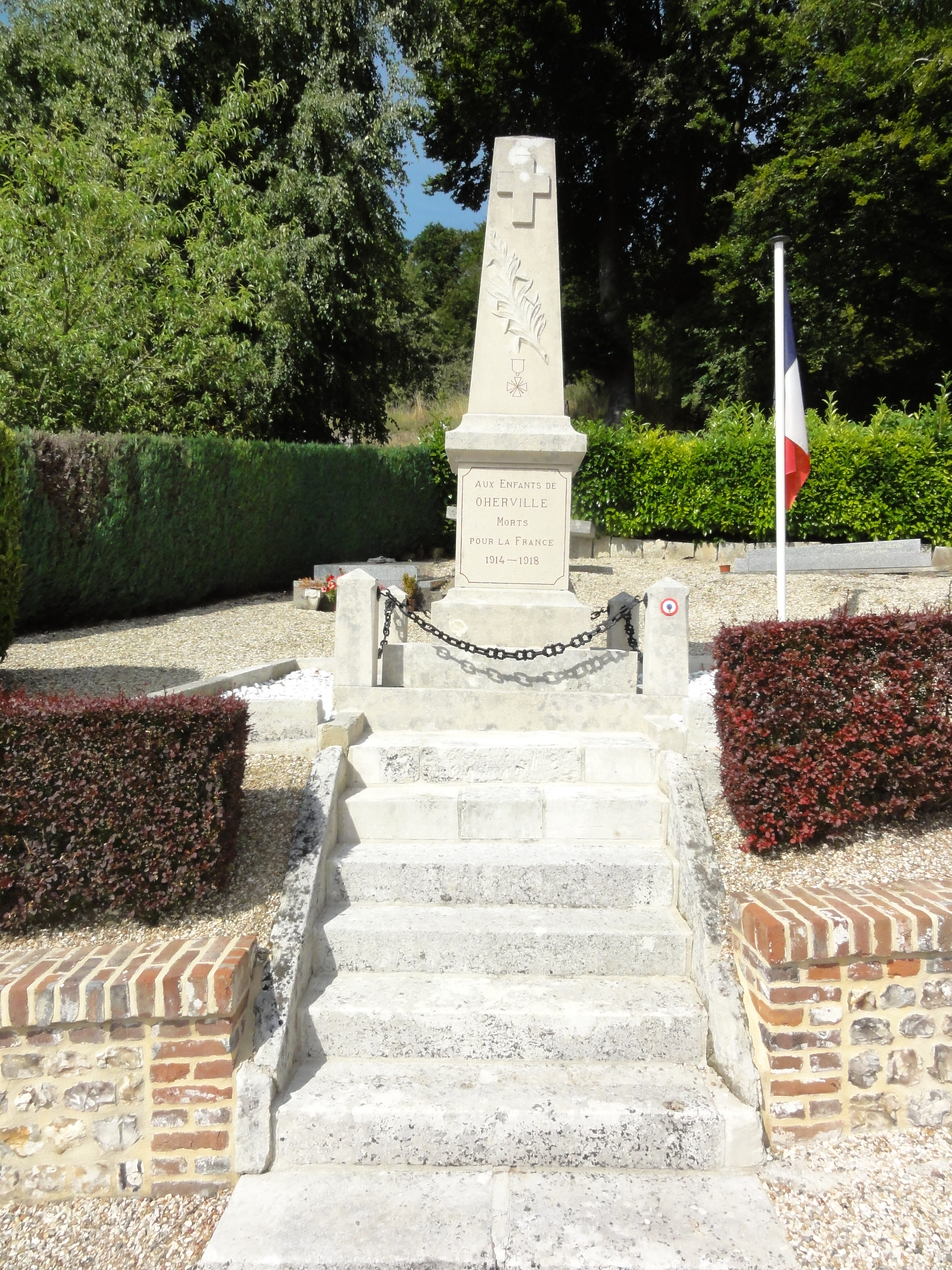
Le monument aux morts.
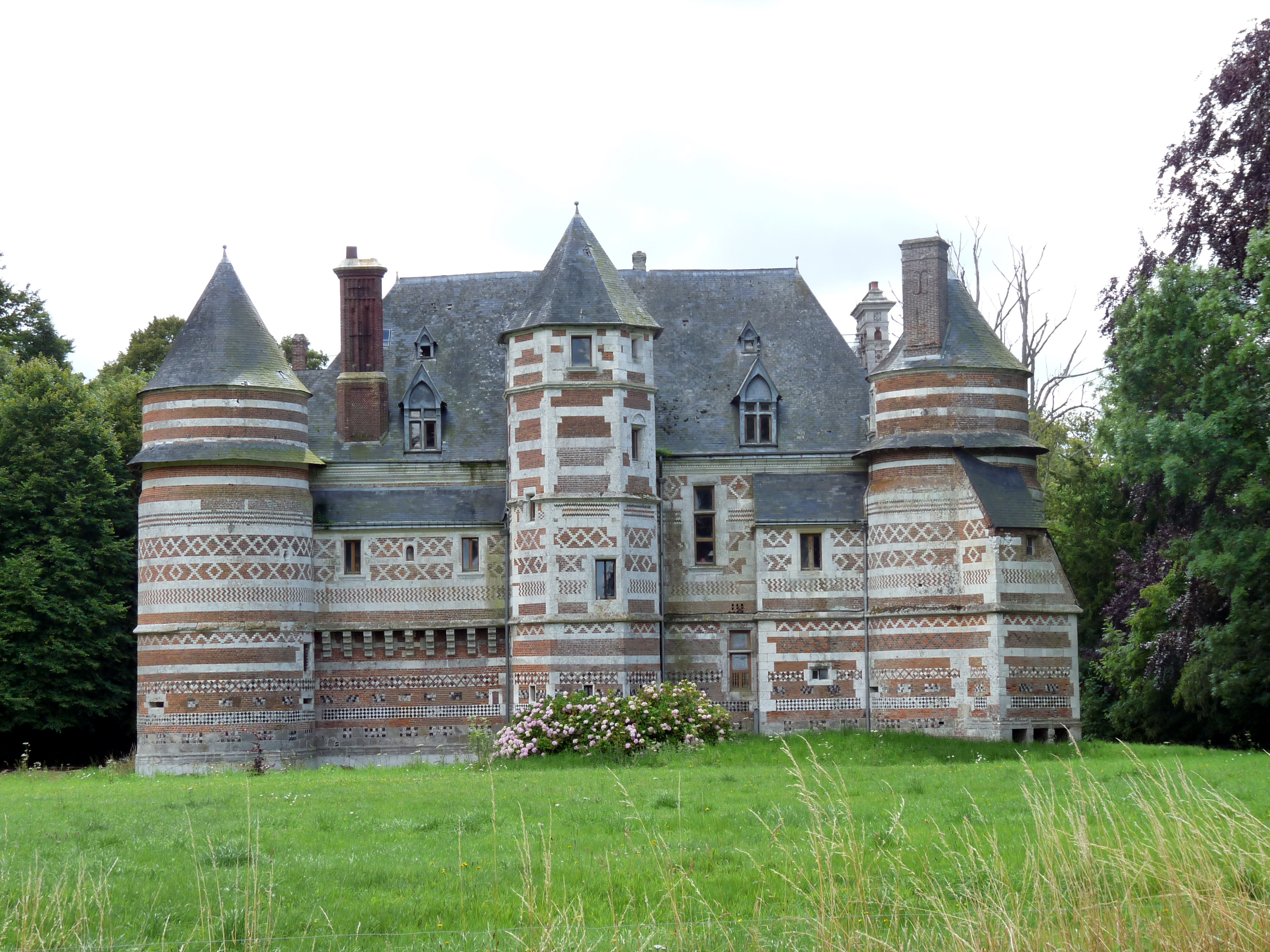
Le château d'Auffay.

### Patrimoine naturel
Site classé
- Le parc du château d'Auffay à Oherville  Site classé (1943)[33].

### Personnalités liées à la commune
- Bertrand Dorny a eu sa résidence secondaire à Oherville.

### Héraldique
| Armes d'Oherville | Les armes de la commune d'Oherville se blasonnent ainsi : De sinople à la barre ondée d'argent chargée d'une roue de moulin au naturel posée en demi-profil à plomb, accompagnée, en chef, d'une truite d'argent et, en pointe, d'une gerbe de blé d'or. (2007) |